# ISO 14001

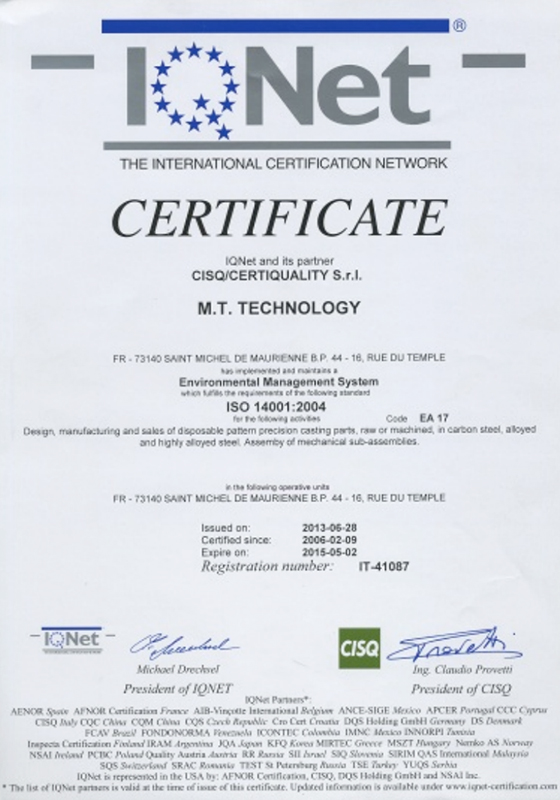
Certifikát potvrzující, že daná společnost má implementován „Environment Management Systém“, který splňuje požadavky mezinárodní normy ISO 14001:2004.

Normy ISO 14001 tvoří systém environmentálního managementu (EMS), tedy managementu životního prostředí, který je určen výrobcům, dodavatelům a poskytovatelům služeb ve všech oborech podnikání. Environmentální management snižuje dopady činností organizace na životní prostředí, což má za následek zlepšení životního prostředí a zlepšení profilu společnosti.
ISO 14001 určuje kritéria, nikoli požadavky na míru ovlivňování životního prostředí, spíše mapuje rámec, který může společnost nebo organizace dodržovat při zavádění účinného EMS. Normu může použít jakákoli organizace, která chce zlepšit využití svých zdrojů, snížit plýtvání a náklady. Postupem dle normy ISO 14001 dává vedení společnosti a zaměstnancům záruku, že je měřen a zlepšován dopad na životní prostředí. Norma ISO 14001, stejně jako ostatní normy ISO 14000, je dobrovolná.

## Přínosy ISO 14001
Pokud se společnost rozhodne věnovat svou pozornost dopadům na životní prostředí, musí splnit několik podmínek:
- Stanovení environmentální politiky.
- Definovat činnosti firmy, které mají dopad na životní prostředí.
- Sledovat platné a vznikající zákonné i jiné požadavky týkajících se životního prostředí a zakomponovat je do procesů firmy.
- Stanovit dlouhodobé cíle environmentální politiky společnosti.
- Vzdělávat zaměstnance v dané oblasti.
- Sledovat a měřit dopady a přijímat preventivní opatření.